# Mineral Bluff
Mineral Bluff – jednostka osadnicza w Stanach Zjednoczonych, w stanie Georgia, w hrabstwie Fannin.